# 鲍里斯·叶利钦之死及葬礼

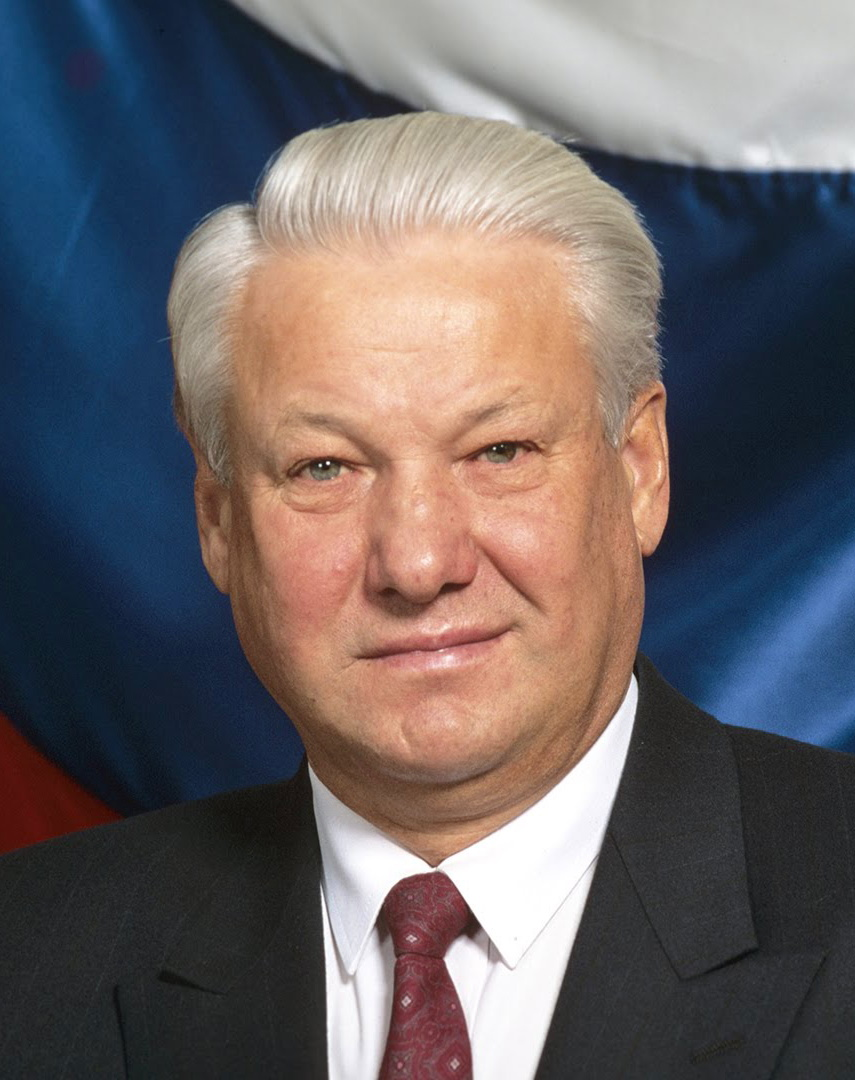
鲍里斯·尼古拉耶维奇·叶利钦

第一任俄罗斯总统鲍里斯·叶利钦在住进莫斯科中央临床医院十二天后于2007年4月23日因心脏骤停逝世。俄罗斯皇帝亚历山大三世逝世113年以后，叶利钦成为首位在教堂举行葬礼的俄罗斯国家元首。
叶利钦逝世当日，弗拉基米尔·普京定当年4月25日为全国哀悼日——即叶利钦葬礼举行之日。俄罗斯主要国营电视台转播该仪式，俄罗斯现任和前任国家元首出席了仪式，其中部分人员就此表示哀悼。棺材随礼炮声下葬。

## 最后的疾病和死因
叶利钦于莫斯科时间下午3时45分因多器官功能障碍综合征并发心力衰竭逝世。生前，叶利钦已住院十二天。逝世前一个星期，他大部分时间卧床不起，逝世前三天，他的健康状况急剧恶化，伴随着心脏疼痛。叶利钦的病情在他去世的那天早上略有好转，但心脏两度停跳，到第二次心脏骤停时，医生已经回天乏术。据1996年为叶利钦进行搭桥手术的心脏外科医生雷纳特·阿克丘林称，此等心力衰竭出乎意料。医院应叶利钦家属的要求进行了尸检。
叶利钦生前曾前往中东（约旦、以色列和巴勒斯坦领土），此举可能为叶利钦身体情况恶化的一个原因。
2007年4月25日，俄罗斯总统弗拉基米尔·普京致电叶利钦的遗孀奈娜·叶利钦娜致哀。安吉拉·默克尔、雅克·希拉克、乔治·W·布什、莱赫·卡钦斯基、赫尔穆特·科尔、托尼·布莱尔和比尔·克林顿亦致慰问。乌拉尔国立技术大学的学生和工作人员为叶利钦集体默哀一分钟。

## 遗体告别仪式

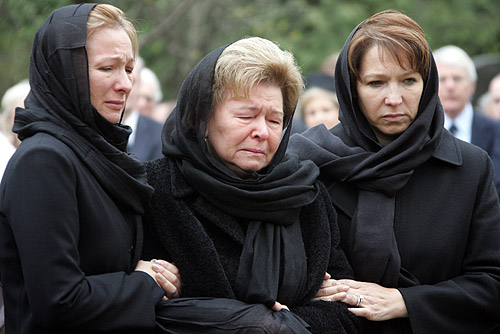
叶利钦的遗孀和女儿

次日16时30分，基督救世主大教堂举行叶利钦遗体告别仪式。一个半长沙发的棺材和俄罗斯国旗被放置在教堂的中央，靠近一个展示叶利钦所获勋章和肖像的展台。安魂彌撒由莫斯科教区大主教阿尔塞尼的副手主持。一队由由克里姆林宫军团的士兵组成的仪仗队组成。教堂通宵开放参观，约有25,000人前来表达敬意。在整个追悼会上，代表们都在场对叶利钦家人表示哀悼：他的遗孀奈娜、女儿埃琳娜·奥库洛娃和塔季扬娜·迪亚琴科及其后代。
民众瞻仰活动于当地时间4月25日下午12时30分结束，此后官员和外国代表参与告别式。
葬礼由克鲁提齐宗主国和科洛姆纳尤文纳尔领导，由宗主国基里尔和克莱门特协助。在阅读诗篇、葬礼和礼仪期间，叶利钦被称为“俄罗斯第一任总统鲍里斯·尼古拉耶维奇”，而非按传统成为“上帝的仆人鲍里斯”。这一变化强调了总统是现代俄罗斯与君主的等价物：头衔和父名的使用与在沙皇尼古拉二世退位之前给予君主和王室成员的祭品相同。

## 葬礼

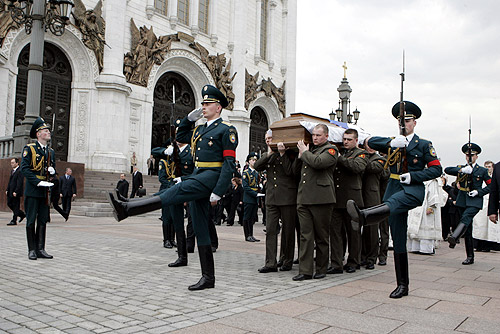
从基督救世主大教堂运出的棺材

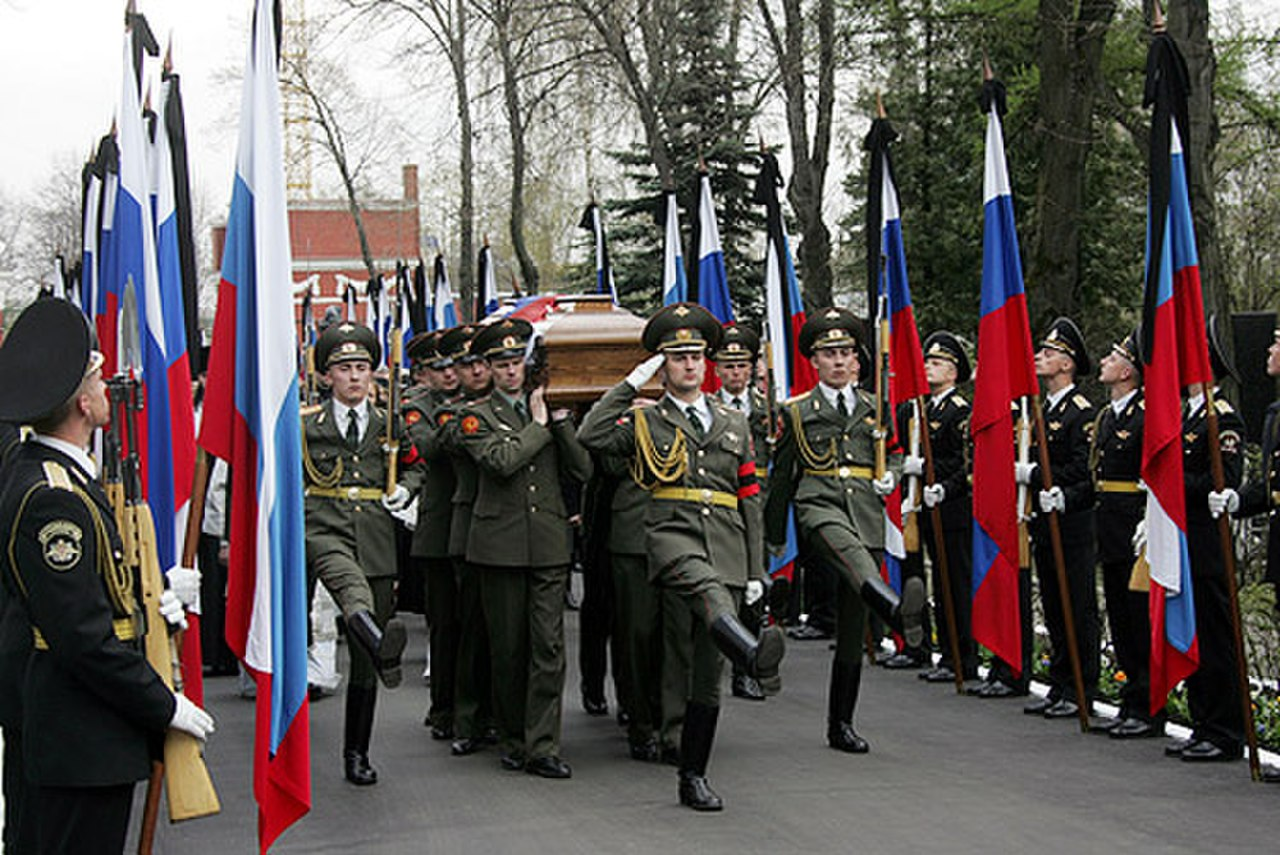
叶利钦的棺材被抬到墓地

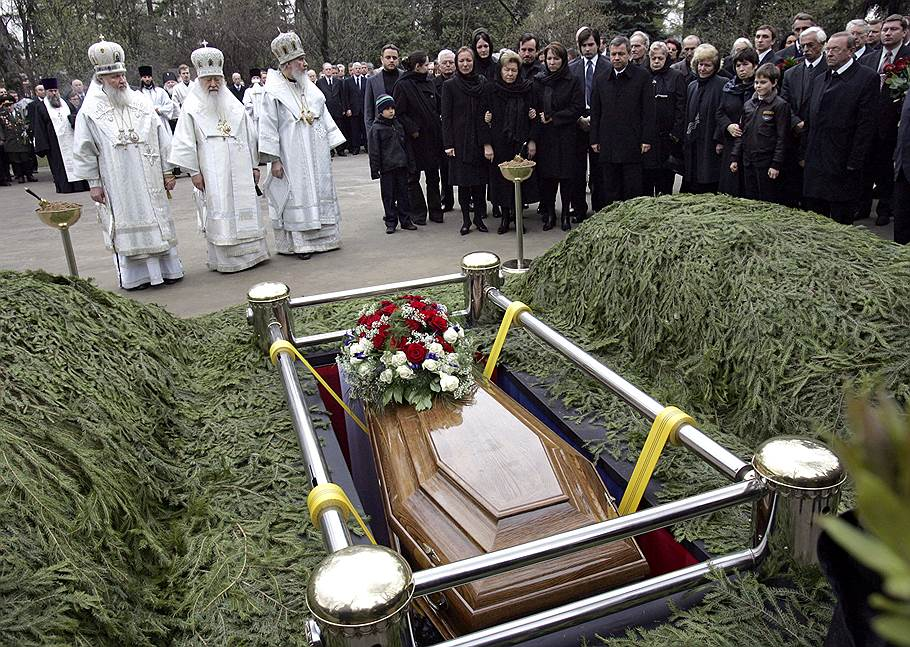
叶利钦下葬

遗体告别仪式结束后，叶利钦的灵柩被抬上灵车，然后由摩托车手护送穿过新圣女大街。官员们将国旗分别挂在灵车和炮车上，由一辆装甲输送车拉到墓地大门。从那里开始，送葬队伍继续进行，枪队步行移动。叶利钦的棺材被八名军官抬去，新圣女修道院的钟声伴奏者。队伍继续向中央大道前行，来到叶利钦墓所在的地方，前面停着一辆小灵车。国旗从棺材中取出并移交谢尔盖·索比亚宁，后者又将其交给了奈娜·叶利齐娜。
棺材被取下并再次开棺。宗主国的尤文纳尔最后一次通知叶利钦的家人靠近遗体，首先是叶莲娜·奥库洛娃，然后是塔季扬娜·迪亚琴科，最后是遗孀奈娜·叶利钦娜。之后，尤文纳尔和Mns进行最后的纪念 。基里尔和克里门特协助，而“永恒的记忆”由新圣女修道院的女合唱团演唱。宗主国尤文纳尔随后在叶利钦的额头上放了一个小花圈。下午十六时三十分许，棺材被合上，棺材随鲜花下葬。一声齐射的礼炮响起，军乐队奏响俄罗斯国歌。
随后，在克里姆林宫的招待会上，弗拉基米尔·普京就叶利钦的逝世发表了唯一一次讲话。

## 参与者

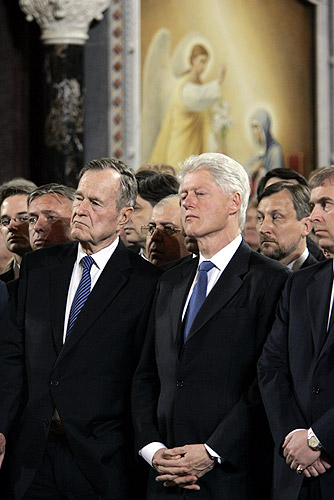
美国前总统乔治·H·W·布什和比尔·克林顿参与了本次葬礼。

三十多名外国人参加了仪式。这些是与叶利钦共事过的各国元首和政府首脑等代表，以及多位前国家元首和政府首脑。
共有12位外国领导人、16位前领导人、4位政府代表和3位多边领导人出席了葬礼。合计有50个国家（地区）和3个组织派出代表参与了叶利钦葬礼。
| 各国代表       | 各国代表                   | 各国代表                                               |
| -------------- | -------------------------- | ------------------------------------------------------ |
| 亞美尼亞       | 总统                       | 罗伯特·科查良                                          |
| 白俄羅斯       | 总统 最高苏维埃前主席      | 亚历山大·卢卡申科 斯坦尼斯拉夫·舒什凯维奇              |
| 保加利亚       | 前总统                     | 哲柳哲列夫                                             |
| 加拿大         | 前总理                     | 让·克雷蒂安                                            |
| 爱沙尼亚       | 总统                       | 托马斯·亨德里克·伊尔维斯                               |
|                | 议会主席                   | 尼诺·布尔贾纳泽                                        |
| 德国           | 总统 前总理                | 霍斯特·克勒 格哈德·施罗德                              |
| 義大利         | 前总理                     | 朱利奥·安德烈奥蒂                                      |
|                | 总统                       | 努尔苏丹·纳扎尔巴耶夫                                  |
|                | 总理 前总统                | 阿尔马兹别克·阿坦巴耶夫 阿斯卡尔·阿卡耶夫              |
| 拉脫維亞       | 总统 前总统                | 維拉·薇契-斐柏嘉 贡蒂斯·乌尔马尼斯                     |
| 立陶宛         | 总统 前总统                | 瓦尔达斯·亚当库斯 阿尔吉达斯·布拉佐斯卡斯              |
| 波蘭           | 前总统                     | 莱赫·瓦文萨                                            |
|                | 总统                       | 库尔班古力·别尔德穆哈梅多夫                            |
| 芬兰           | 前总统                     | 毛诺·科伊维斯托                                        |
| 法國           | 外交大臣                   | 菲利普·杜斯特-布拉齐                                   |
| 西班牙         | 宪法法院院长               | 玛丽亚·艾米莉亚·卡萨斯                                 |
|                | 总理                       | 奥基尔·奥奇洛夫                                        |
| 乌克兰         | 前总统 总理                | 列昂尼德·克拉夫丘克和列昂尼德·库奇马 维克多·亚努科维奇 |
| 英国           | 前总理 约克公爵            | 约翰·梅杰 安德鲁王子                                   |
| 美国           | 前总统                     | 乔治·H·W·布什和比尔·克林顿                             |
|                | 总统                       | 伊斯拉姆·卡里莫夫                                      |
| 联合国         | 副秘书长                   | 扬·埃利亚松                                            |
| 欧洲联盟       | 对外关系和欧洲邻里政策专员 | 贝妮塔·费雷罗-瓦尔德纳                                 |
| 獨立國家聯合體 | 总统                       | 谢尔盖·列别杰夫                                        |

除了外国政要和国家元首之外，部分俄罗斯政客亦有参与。
| 代表                       | 代表                |
| -------------------------- | ------------------- |
| 总统                       | 弗拉基米尔·普京     |
| 总理                       | 米哈伊尔·弗拉德科夫 |
| 第一副总理                 | 德米特里·梅德韦杰夫 |
| 第一副总理                 | 谢尔盖·伊万诺夫     |
| 联邦委员会主席             | 谢尔盖·米罗诺夫     |
| 国家杜马主席               | 鲍里斯·格里兹洛夫   |
| 经济发展部                 | 赫尔曼·格雷夫       |
| 巴什科尔托斯坦共和国元首   | 穆尔塔扎·拉希莫夫   |
| 卡累利阿共和国总理         | 帕维尔切尔诺夫      |
| 克拉斯诺亚尔斯克边疆区州长 | 亚历山大·赫洛波宁   |
| 伊尔库茨克州州长           | 亚历山大·蒂沙宁     |
| 斯维尔德洛夫斯克州州长     | 爱德华·罗塞尔       |
| 莫斯科州州长               | 鲍里斯·格罗莫夫     |
| 圣彼得堡总督               | 瓦伦蒂娜·马特维延科 |
| 莫斯科市长                 | 尤里·卢日科夫       |
| 前总理                     | 维克多·切尔诺梅尔金 |
| 前苏联总统                 | 米哈伊尔·戈尔巴乔夫 |
| 总统办公厅主任             | 谢尔盖·索比亚宁     |

## 图集

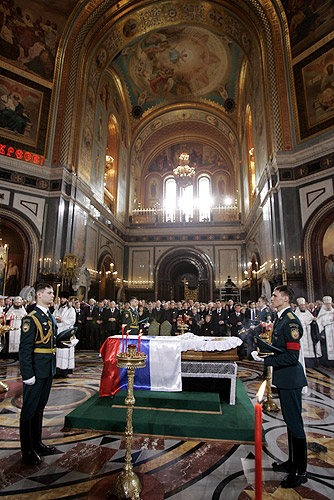
鲍里斯·叶利钦的棺材在救世主大教堂内。
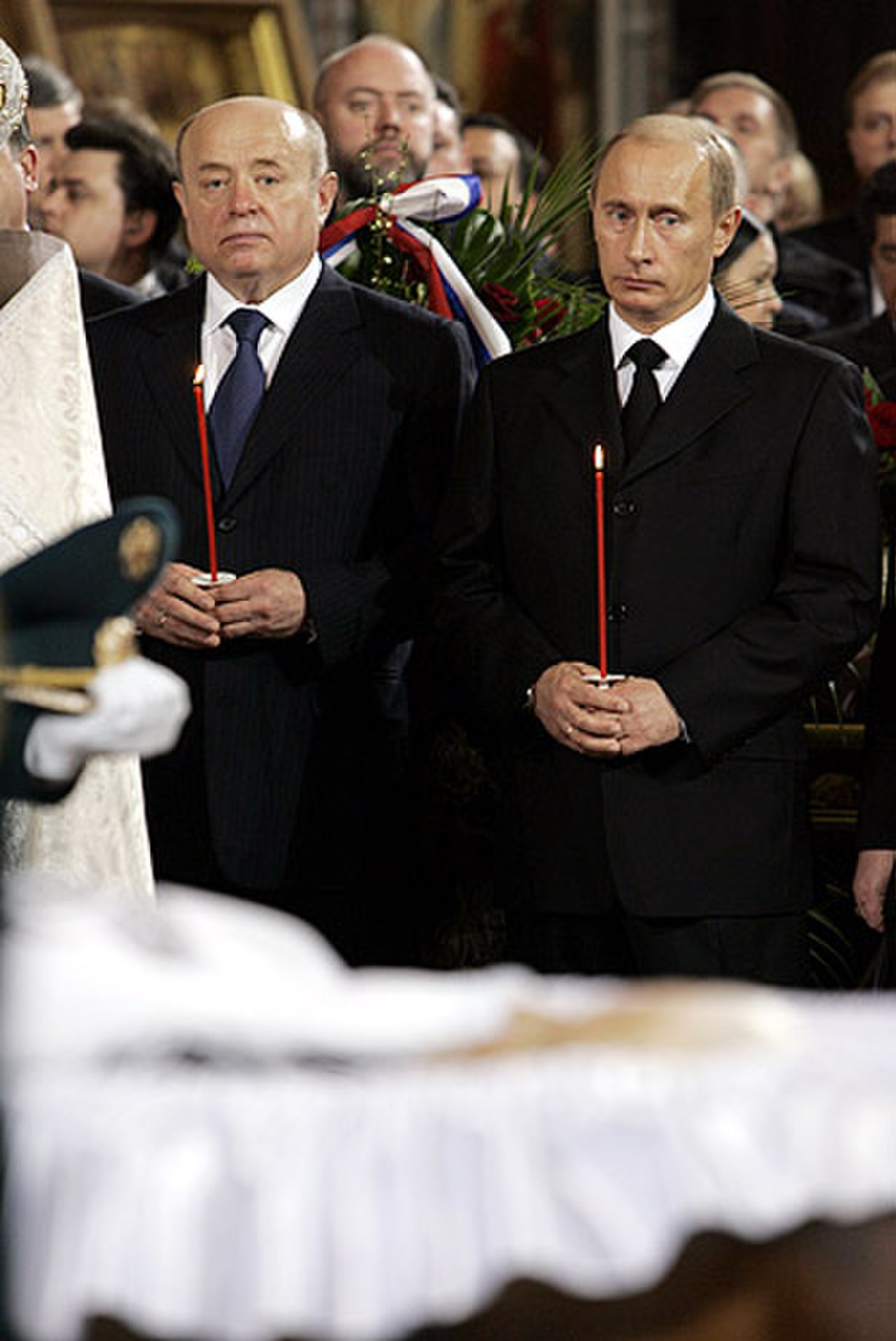
俄罗斯总理弗拉德科夫和总统普京在仪式上
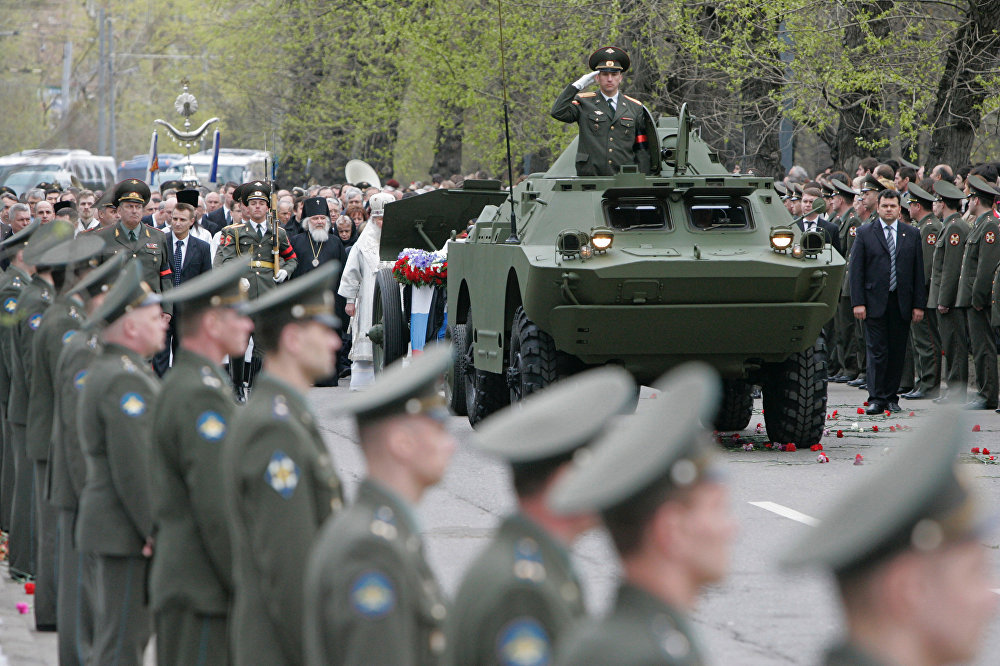
叶利钦的棺材被运往墓地。
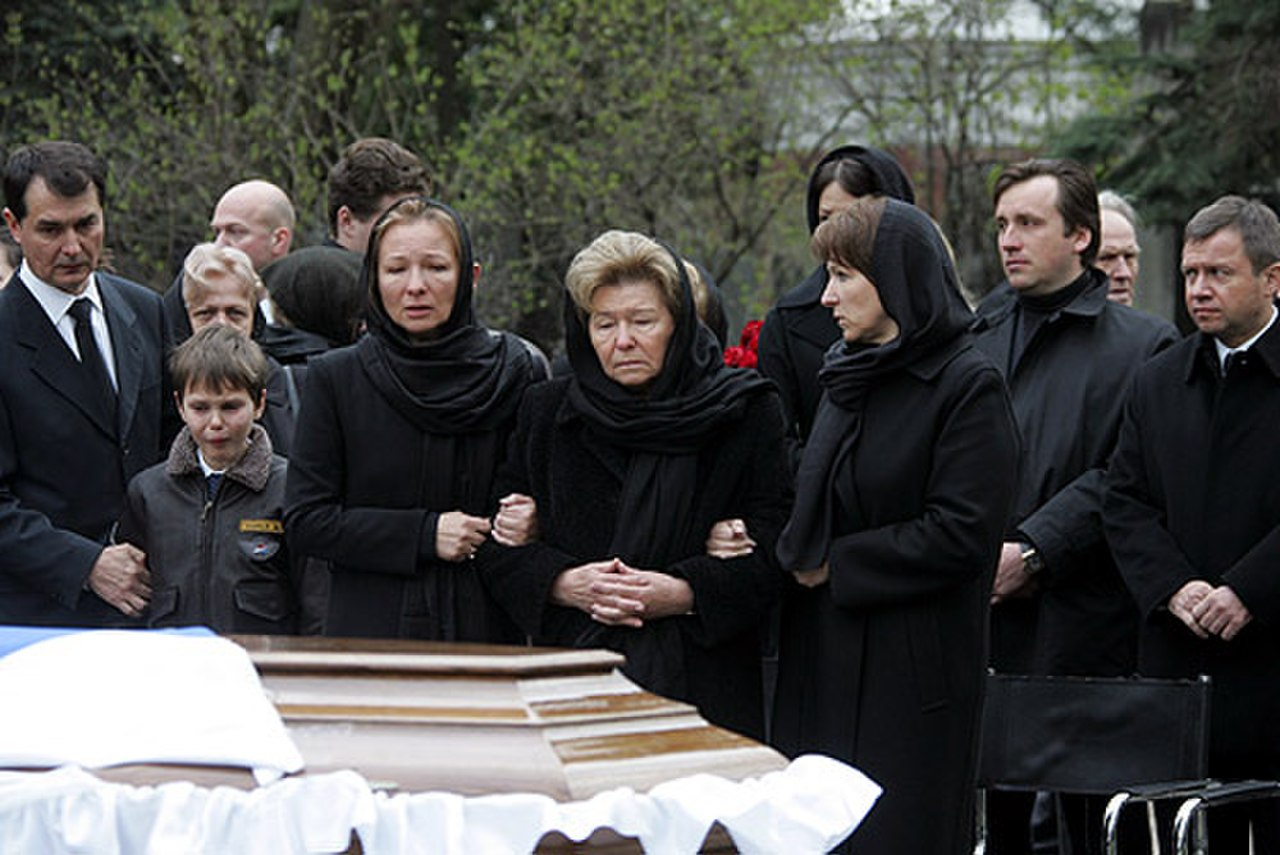
叶利钦家族。
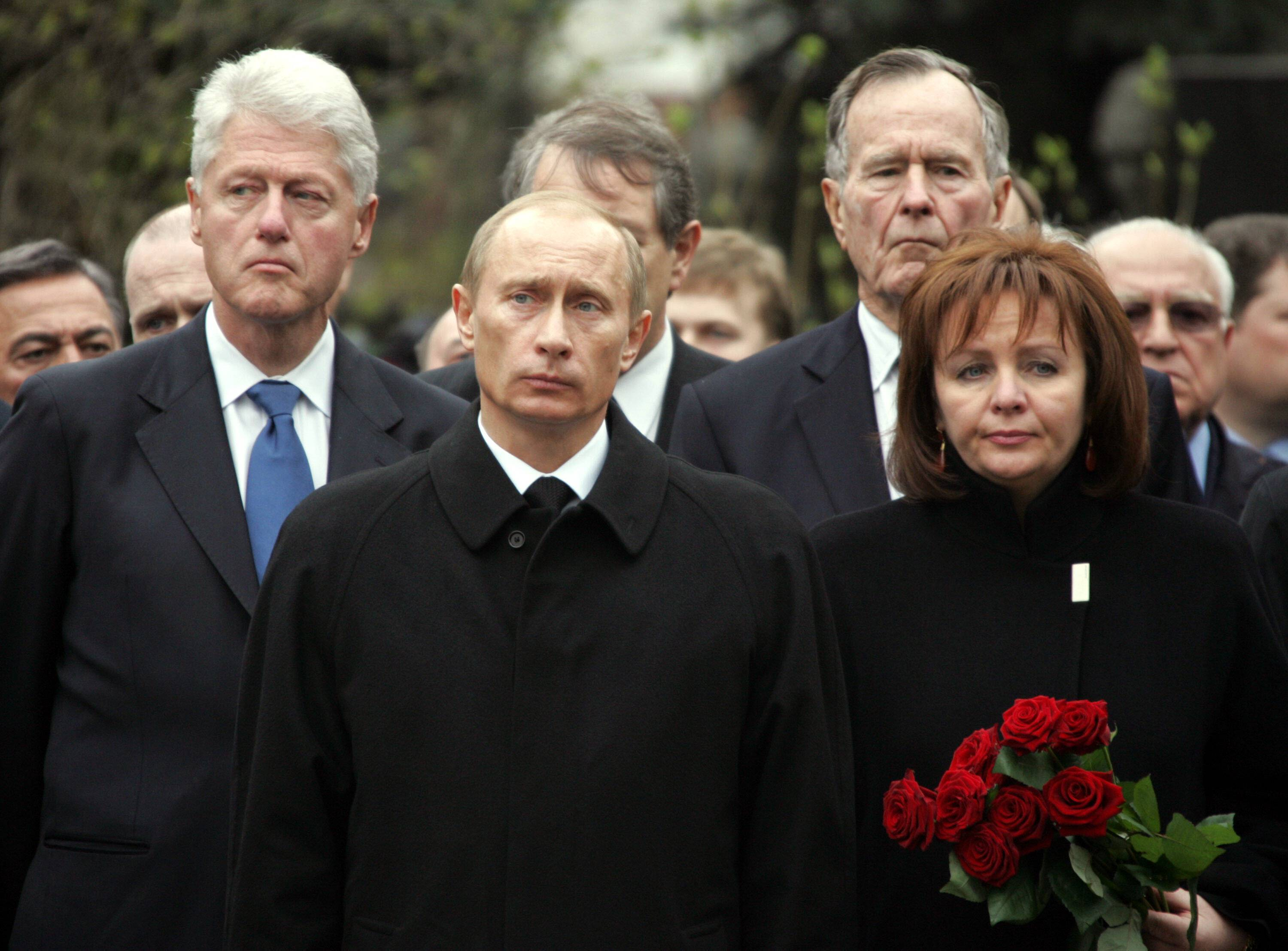
比尔·克林顿、弗拉基米尔·普京、妻子卢德米拉·普京娜和乔治·赫伯特·沃克·布什。
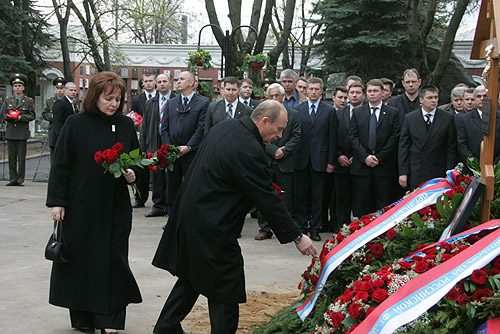
弗拉基米尔·普京和他的妻子在坟墓上献花。
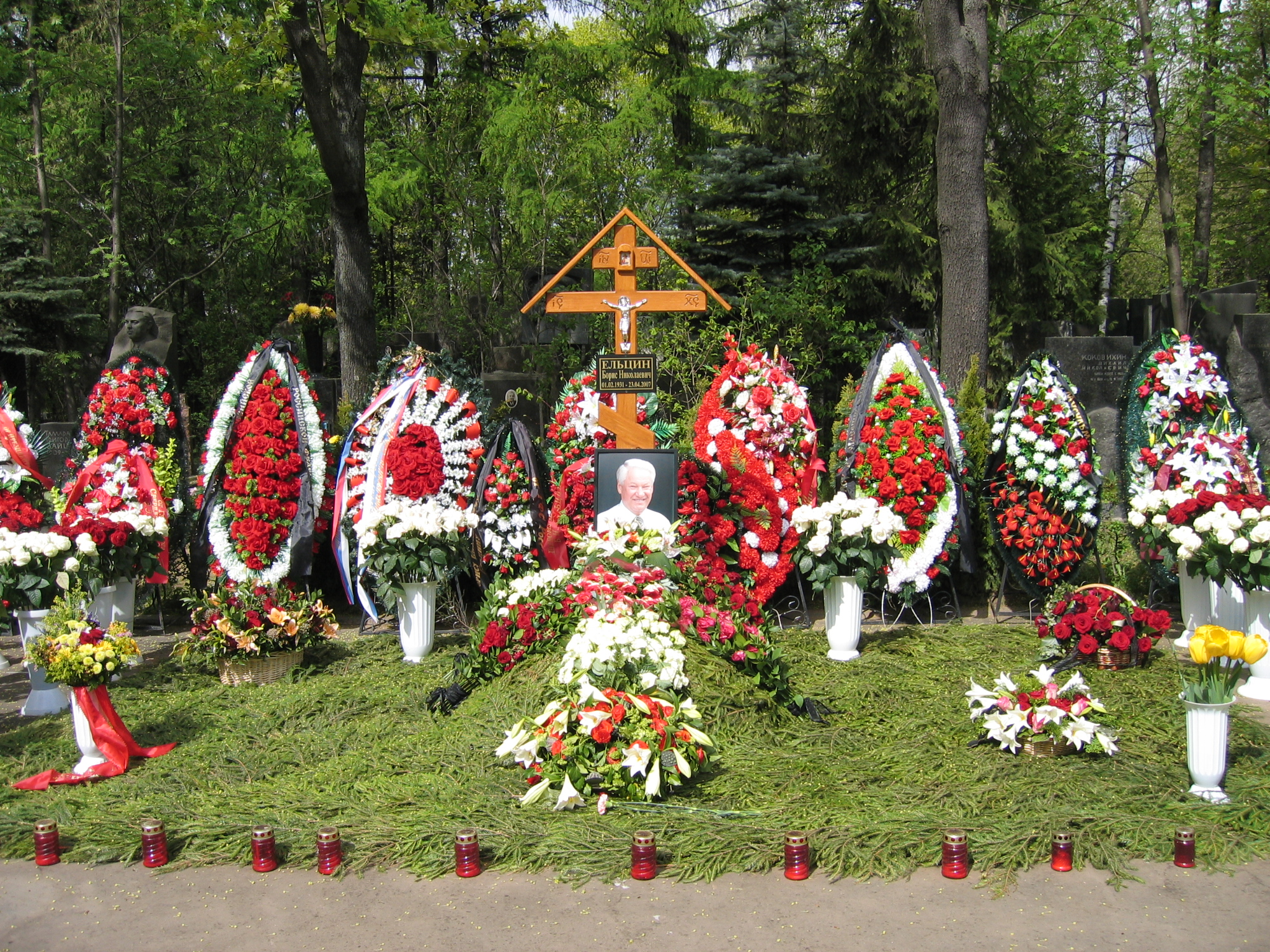
叶利钦墓（下葬前）
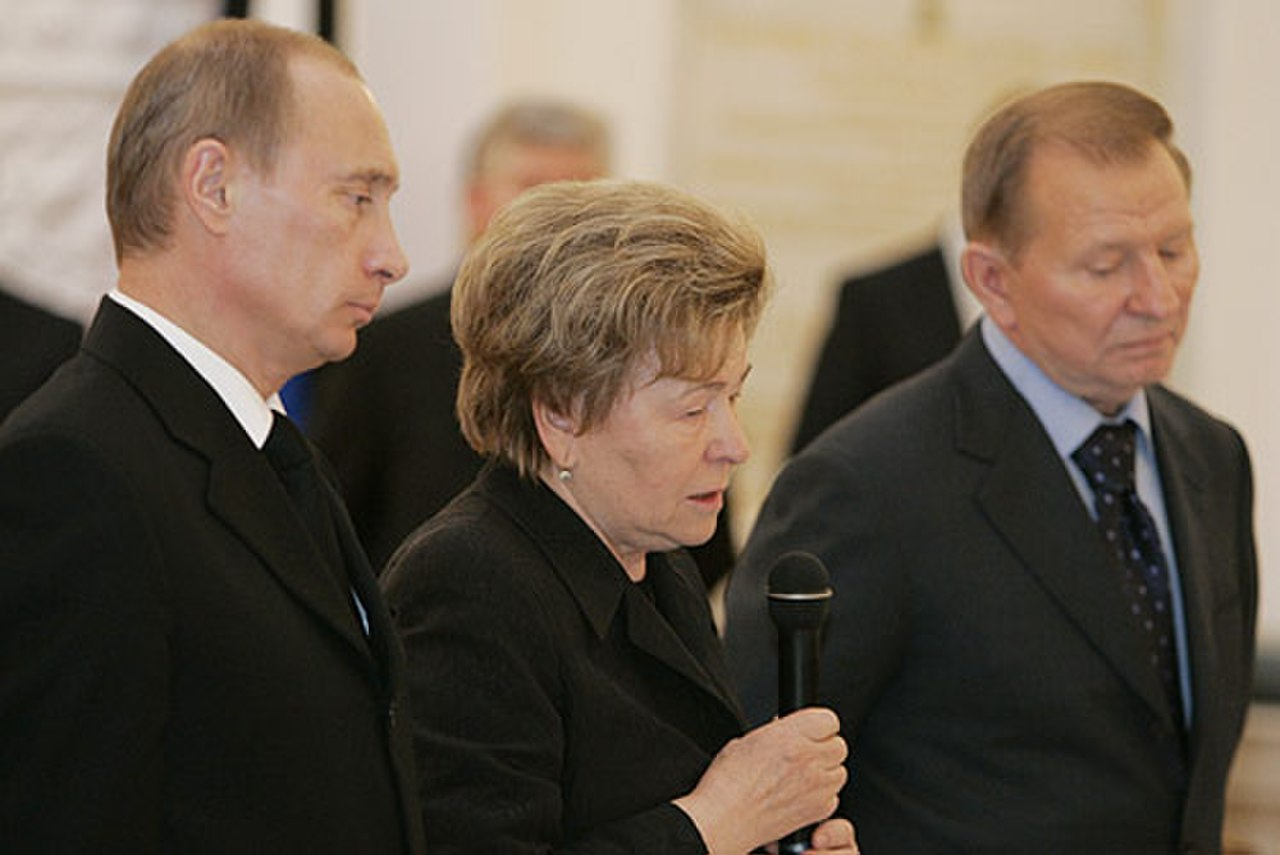
弗拉基米尔·普京、奈娜·叶利钦娜和列昂尼德·库奇马。
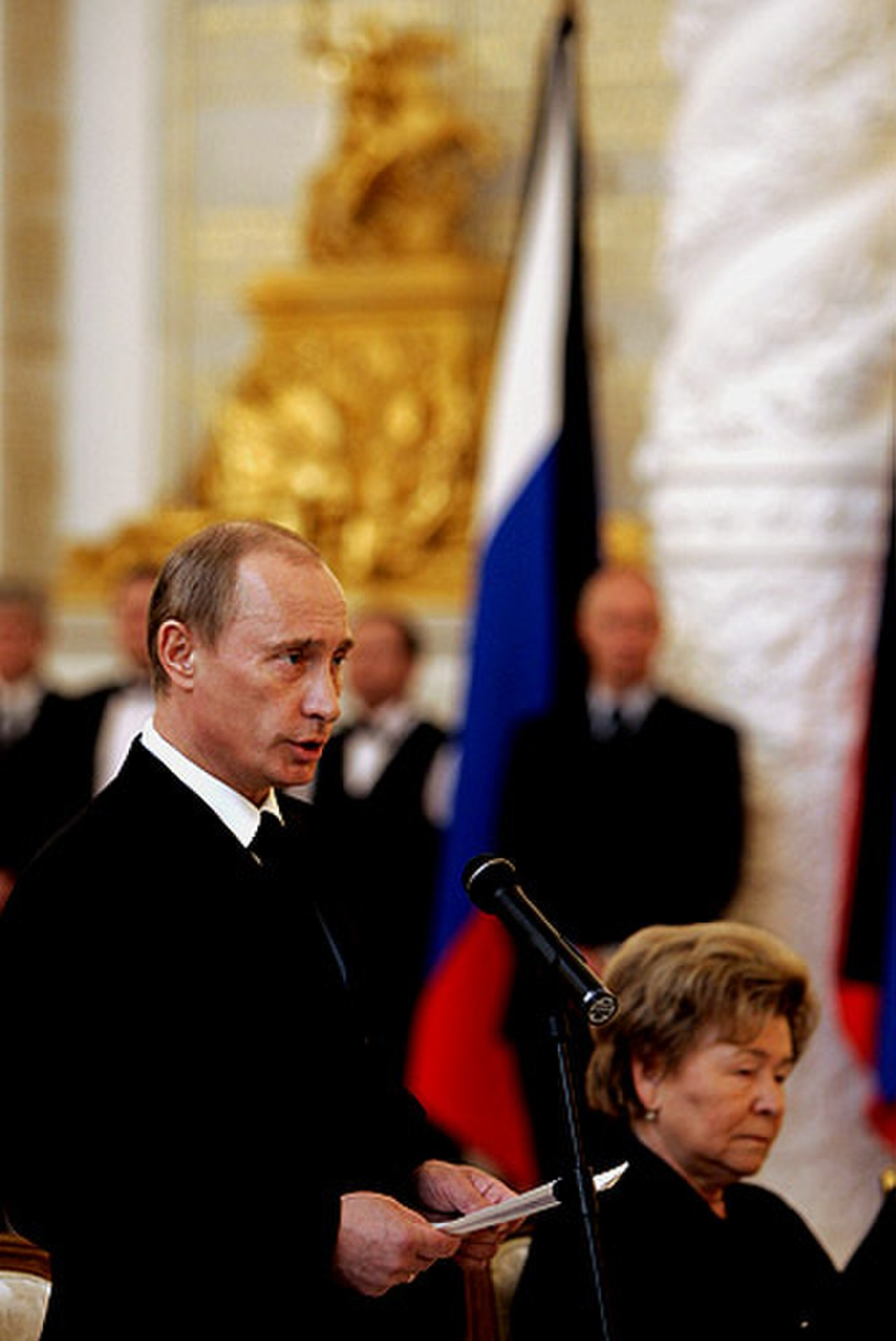
弗拉基米尔·普京发表讲话。
叶利钦墓与俄罗斯国旗雕塑。

## 纪念

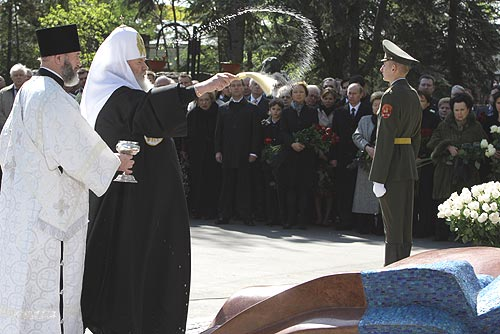
鲍里斯·叶利钦之墓揭碑仪式

叶利钦在他逝世一周年之际（2008年）以多种方式被纪念。 4月8日，叶卡捷琳堡的一条街道（原1月9日街）更名为“鲍里斯·叶利钦街”。4月23日，雕塑家格奥尔基·弗兰古良为叶利钦纪念碑举行揭幕仪式。纪念碑是一块宽阔的，由白色大理石、蓝色拜占庭马赛克和红色斑岩组成的俄罗斯国旗。三色旗下的人行道上刻有一个东正教十字架。叶利钦的家人出席了仪式，包括他的遗孀奈娜，俄罗斯总统弗拉基米尔·普京，候任总统德米特里·梅德韦杰夫，总理维克多·祖布科夫，总统办公厅主任谢尔盖·索比亚宁，政府成员，朋友，同事以及与叶尔斯廷合作的其他人。同一天，乌拉尔国立技术大学在名称中写入了“鲍里斯·叶利钦”。
2015年11月25日，叶利钦总统中心在叶卡捷琳堡开幕。